# Globes de l'abbé Nollet
Les Globes de l’abbé Nollet sont une paire de globes (terrestre et céleste) de petite dimension (32,5 cm de diamètre) réalisée par l’abbé Jean Antoine Nollet et offerte à deux de ses protecteurs, Louis de Bourbon-Condé comte de Clermont et Louise Bénédicte duchesse du Maine.
Acquise par la Bibliothèque nationale de France, la paire vient compléter la série de globes anciens de son département des cartes et plans.

## Historique

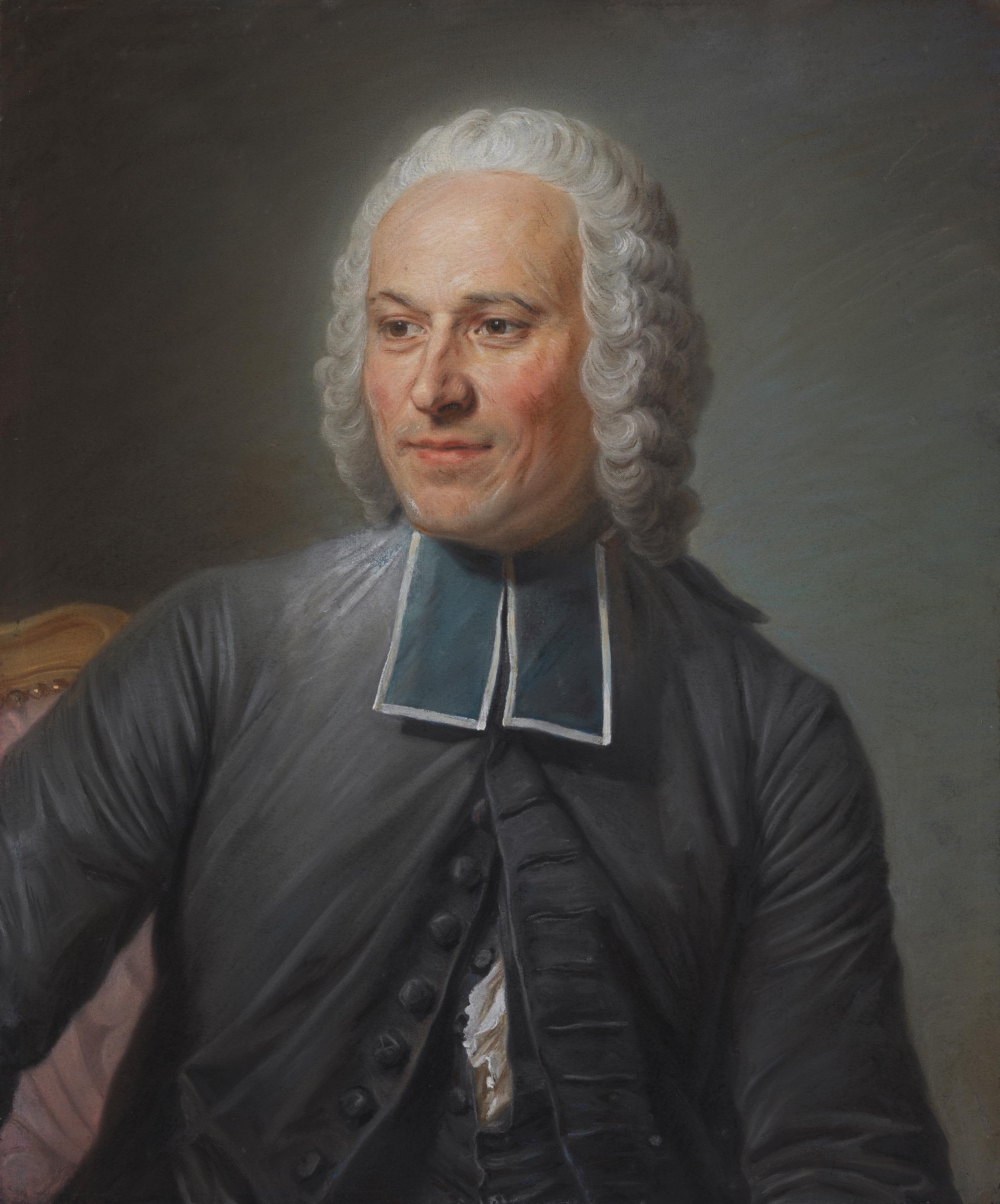
L'Abbé Nollet.

Connu par ses recherches sur l’électricité, la chimie et la physique, l’abbé Nollet conçoit plusieurs paires de globes datés par les spécialistes des années 1725-1730. Ces instruments scientifiques marquent le début d’une carrière au service de la science et de sa diffusion, appelée aujourd'hui recherche appliquée. Le globe terrestre présente l'état des connaissances géographiques alors connues en Europe au début du règne de Louis XV, tandis que le globe céleste figure l'état du ciel à un moment donné de l’année 1725.
Lorsque ces deux pièces ont fait l’objet d’une demande de sortie du territoire en 2007, le Ministère de la Culture et de la communication émis un certificat de bien culturel qui bloqua provisoirement leur vente à l’étranger. Deux années se sont écoulées avant qu’une action de mécénat permise par le code général des impôts sur les bénéfices des sociétés permette leur acquisition au titre de trésor national. Ils appartiennent maintenant aux collections de la Bibliothèque nationale de France.

## Description des globes
Les deux globes identifiés par un cartouche manuscrit contenant le nom de l'auteur, la date et la dédicace pour l’un à la duchesse du Maine, pour l’autre au comte de Clermont – deux protecteurs des artistes et des savants parisiens – reflètent les connaissances et les conceptions françaises en cartographie au premier tiers du XVIIIe siècle. Le diamètre de chacun des deux globes est dix fois inférieur de celui des Globes de Coronelli.

## Postérité
Depuis leur création, ces globes sont rarement présentés au public. À l’extérieur de la BNF, ils sont proposés lors de trois expositions d’histoire des sciences et des arts : en 2010, à Versailles dans Sciences et curiosités à la Cour de Versailles ; en 2012, à Lunéville dans Au fil de l’expérience, Lunéville et la science au siècle des Lumières ; en 2014, à La Roche Guyon dans Un rêve de Lumières. Ils sont également mobilisés par les réalisateurs de documentaires pour soutenir un discours sur l’état des connaissances au XVIIIe siècle. En 2019, ils sont présentés à l’exposition Le Monde en sphères de la BNF.